# Isoxya mossamedensis
Isoxya mossamedensis là một loài nhện trong họ Araneidae.
Loài này thuộc chi Isoxya. Isoxya mossamedensis được Pierre L. G. Benoit miêu tả năm 1962.